# Gambelia juncea
Gambelia juncea är en grobladsväxtart som först beskrevs av George Bentham, och fick sitt nu gällande namn av David A. Sutton. Gambelia juncea ingår i släktet Gambelia och familjen grobladsväxter. Inga underarter finns listade i Catalogue of Life.